# Nazionale femminile di pallavolo di Hong Kong
La nazionale femminile di pallavolo di Hong Kong è una squadra asiatica ed oceaniana composta dalle migliori giocatrici di pallavolo di Hong Kong ed è posta sotto l'egida della Federazione pallavolistica di Hong Kong.

## Rosa
Segue la rosa delle giocatrici convocate per l'AVC Challenge Cup 2024.
| N° | Nome           | Ruolo | Data di nascita | Squadra    |
| -- | -------------- | ----- | --------------- | ---------- |
| 1  | Cheung Niu-nok | L     | 24 gennaio 2001 | Kwai Tsing |
| 3  | Fung Tsz-yan   | P     | 13 luglio 1994  | Hip Hing   |
| 4  | Yick Wing-sum  | S     | 7 ottobre 2000  | Hip Hing   |
| 8  | Chim Wing-lam  | S     | 8 novembre 1997 | Hip Hing   |
| 9  | Lo Mei-kei     | C     | 19 giugno 1997  | Victory    |
| 11 | Pang Wing-nam  | L     | 2 novembre 1997 | Hip Hing   |
| 12 | Pang Wing-lam  | S     | 9 giugno 1998   | Hip Hing   |
| 14 | Shum Lam       | O     | 7 luglio 2000   | Kwai Tsing |
| 15 | Yu Ying-chi    | S     | 7 agosto 1992   | Kwai Tsing |
| 17 | Fong Ka-yi     | C     | 27 luglio 2002  | -          |
| 19 | Kong Tsz-yan   | P     | 27 aprile 2004  | -          |
| 21 | Leung Nga-yee  | C     | 12 maggio 1993  | -          |
| 30 | Yim Wing-ni    | C     | 30 luglio 2000  | -          |
| 77 | Chow Wing-tung | P     | 27 giugno 2000  | Victory    |

## Risultati

### Competizioni AVC
| 1975 | non qualificata | -            |
| 1979 | 6º posto        | Convocazioni |
| 1983 | 8º posto        | Convocazioni |
| 1987 | 10º posto       | Convocazioni |
| 1989 | 8º posto        | Convocazioni |
| 1991 | 11º posto       | Convocazioni |
| 1993 | 12º posto       | Convocazioni |
| 1995 | non qualificata | -            |
| 1997 | 9º posto        | Convocazioni |
| 1999 | 8º posto        | Convocazioni |
| 2001 | non qualificata | -            |
| 2003 | non qualificata | -            |
| 2005 | 12º posto       | Convocazioni |
| 2007 | non qualificata | -            |
| 2009 | 10º posto       | Convocazioni |
| 2011 | non qualificata | -            |
| 2013 | 13º posto       | Convocazioni |
| 2015 | 13º posto       | Convocazioni |
| 2017 | 11º posto       | Convocazioni |
| 2019 | 11º posto       | Convocazioni |
| 2023 | 11º posto       | Convocazioni |

| 2022 | 1º posto | Convocazioni |
| 2023 | 9º posto | Convocazioni |
| 2024 | 8º posto | Convocazioni |
| 2025 | 8º posto | Convocazioni |

### Competizioni zonali
| 1962 | non qualificata | -            |
| 1966 | non qualificata | -            |
| 1970 | non qualificata | -            |
| 1974 | non qualificata | -            |
| 1978 | 6º posto        | Convocazioni |
| 1982 | non qualificata | -            |
| 1986 | non qualificata | -            |
| 1990 | non qualificata | -            |
| 1994 | non qualificata | -            |
| 1998 | non qualificata | -            |
| 2002 | non qualificata | -            |
| 2006 | non qualificata | -            |
| 2010 | non qualificata | -            |
| 2014 | 7º posto        | Convocazioni |
| 2018 | 10º posto       | Convocazioni |
| 2022 | 10º posto       | Convocazioni |